# Pyrrol-2-carbaldehyd
Pyrrol-2-carbaldehyd ist eine heterocyclische Verbindung aus der Klasse der Pyrrole, die eine Formylgruppe in 2-Stellung trägt. 2-Formylpyrrol ist Ausgangsverbindung für anellierte bicyclische Stickstoff-Heterocyclen, sowie für Polypyrrole, wie z. B. Porphyrine und für 2,2‘-Dipyrromethen, dem Grundgerüst für BODIPY-Fluoreszenzfarbstoffe.

## Vorkommen und Darstellung
Pyrrol-2-carbaldehyd wird in der Natur in Mandeln, Tee, Kaffee und Hülsenfrüchten gefunden.
Die chemische Synthese von Pyrrol-2-carbaldehyd (als α-Pyrrolaldehyd bezeichnet) wurde im Jahr 1900 von Eugen Bamberger beschrieben, der in einer Reimer-Tiemann-Reaktion das Produkt in geringer Ausbeute erhielt.
Wesentlich effizienter ist die Vilsmeier-Haack-Reaktion mit Phosphoroxychlorid (POCl3) und Dimethylformamid DMF in 1,2-Dichlorethan.
Nach Umkristallisation aus Petrolether wird dabei das Produkt in 78 bis 79 % Reinausbeute erhalten. 

## Eigenschaften
Pyrrol-2-carbaldehyd ist ein hellgelber kristalliner Feststoff, der sich praktisch nicht in Wasser löst. Die Verbindung ist löslich in Chloroform, Dimethylsulfoxid und Methanol.

## Anwendungen
Pyrrol-2-carbaldehyd lässt sich einfach und schonend mit Natriumchlorit (NaClO2) in einem Acetonitril/Wasser-Gemisch zu Pyrrol-2-carbonsäure oxidieren.
In einer Stobbe-Kondensation wird Pyrrol-2-carbaldehyd mit Bernsteinsäuredimethylester in Gegenwart von starken Basen zum entsprechenden α,β-ungesättigten Ester umgesetzt, der mit Acetanhydrid/Natriumacetat ein Gemisch von Indolen (I) und Indolizinen (II) erzeugt.
Cyclisierung mit Acetanhydrid/Triethylamin liefert Indolizine (II) in guten Ausbeuten.
Mit 2-Acetylpyridin und wässrigem Ammoniak reagiert Pyrrol-2-carbaldehyd zu einem pyrrol-funktionalisierten Terpyridin, das am Stickstoff des Pyrrolrings alkyliert werden kann.
Die (u. a. am N-Atom des Pyrrolrings substituierten) Terpyridine bilden Komplexe, z. B. mit Actinoiden und wurden als Katalysatoren und als Sensibilisatoren in Solarzellen untersucht.
Bei der Reaktion von Pyrrol-2-carbaldehyd mit Vinyltriphenylphosphoniumbromid in Gegenwart von Natriumhydrid entsteht Pyrrolizin (A) (CAS-Nr. 251-59-2) (Ausbeute 87 %). Katalytische Hydrierung mit Rhodium Rh in Diethylether liefert 2,3-Dihydro-1H-pyrrolizin (B) (CAS-Nr. 13618-87-6) mit 81 % Ausbeute. Bei vollständiger Hydrierung mit Rh entsteht Pyrrolizidin (C) (CAS-Nr. 643-20-9) mit 83 % Ausbeute.
Das nach der Hückel-Regel aromatische cyclische Tetrapyrrol Porphin – das Grundgerüst der Porphyrine – wurde erstmals von Hans Fischer beim 36-stündigen Kochen von α-Formylpyrrol mit Ameisensäure in schlechter Ausbeute erhalten.
Mit Pyrrol reagiert Pyrrol-2-carbaldehyd in Gegenwart von Trifluoressigsäure zu protoniertem 2,2'-Dipyrromethen, aus dem mit Diisopropylethylamin (DIPEA, Hünig-Base) das freie, aber oberhalb – 40 °C instabile Dipyrromethen erhalten wird.
Aus 2,2‘-Dipyrromethen bzw. seinen stabileren Salzen, wie z. B. seinem Hydrochlorid, und Bortrifluoriddiethyletherat (BF3·OEt2) in Gegenwart von Triethylamin oder Diazabicycloundecen (DBU) entsteht (in 8 % Reinausbeute) das substituentenfreie Grundgerüst der so genannten BODIPY-Fluoreszenzfarbstoffe (von engl. boron-dipyrromethene),
die wegen ihrer optoelektronischen Eigenschaften als biologische Marker oder in Sensoren von Interesse sind.